# Аль-Хусейн аль-Магді
Аль-Хусейн аль-Магді (араб. المهدي الحسين; 987—1013) — єменський імам зейдитської держави, претендував на владу у 1003—1013 роках, перебуваючи у боротьбі з Юсуфом ад-Даї.

## Життєпис
Походив з Хіджаз (сучасна Саудівська Аравія). Після смерті батька сперечався за імамат з Юсуфом ад-Даї. 1010 року аль-Хусейн узяв собі титул аль-Магді, що у хіліастичному сенсі означає спаситель ісламу. 1012 року помер імам Юсуф, після чого влада аль-Хусейна поширилась на території від Алхана до Саади й Сани. Однак, вже 1013 року його вигнали з Сани, після чого його атакували Хамданіди, в бою з якими аль-Хусейн і загинув.